# Piana di Urmia

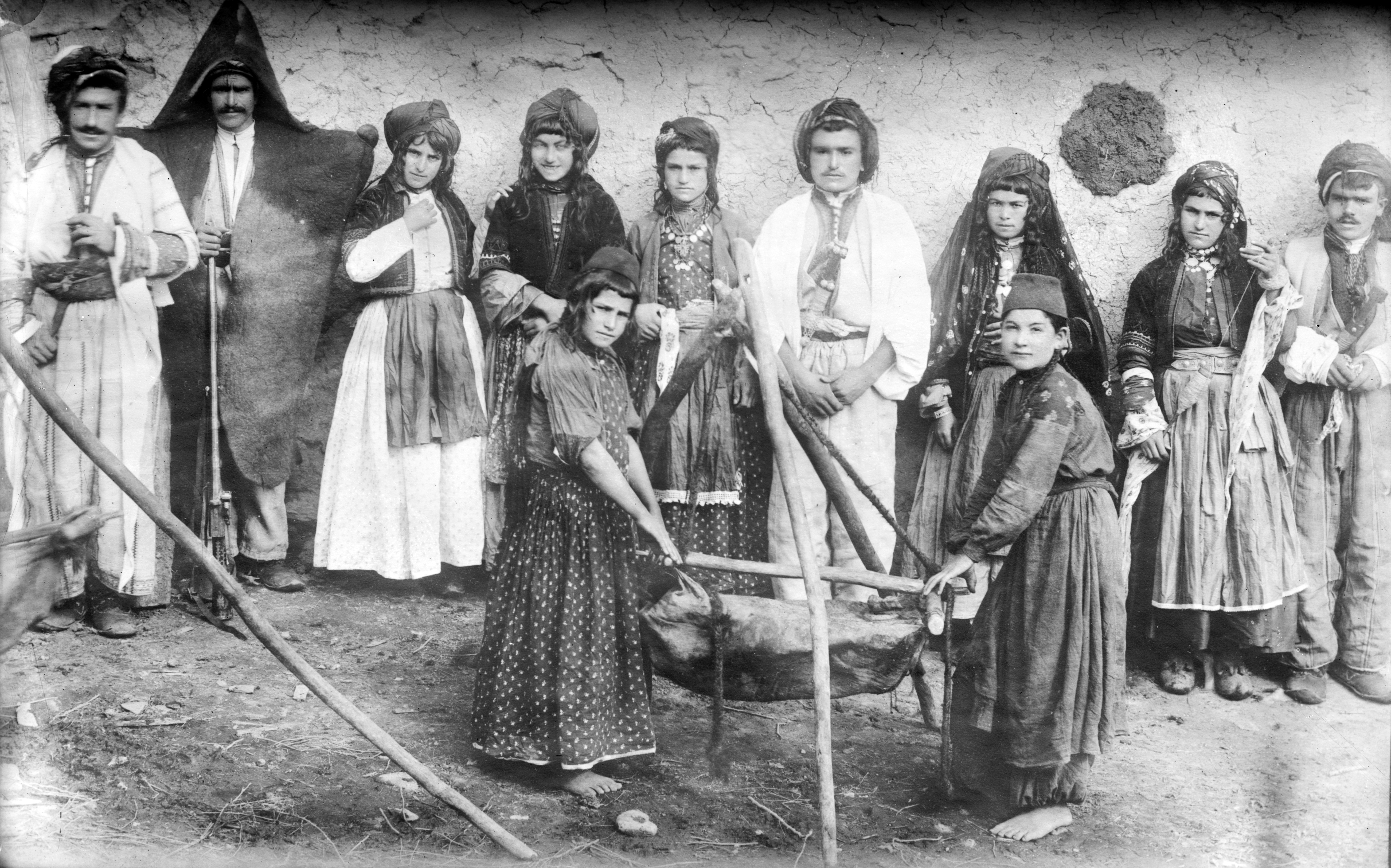
Famiglia cristiana nestoriana (assira) che produce burro nella pianura di Urmia (Mawana), Persia, data sconosciuta

La piana di Urmia è una regione nella provincia dell'Iran dell'Azerbaigian occidentale. Si trova tra il lago Urmia a est e il confine turco a ovest. Comprende la città di Urmia.
Gli abitanti della pianura di Urmia sono azeri, curdi, assiri e armeni, con gli ultimi due che hanno una storica presenza nella regione.